# Джеймі Белл
Е́ндрю Джеймс Ма́тфін (Дже́ймі) Белл (англ. Andrew James Matfin 'Jamie' Bell; нар.14 березня 1986, Біллінгем, Англія) — англійський актор. Найбільш відомий ролями у фільмах «Біллі Елліот», «Кінг Конг», «Снігобур», «Телепорт», головною роллю в історичному телесеріалі «Поворот: Шпигуни Вашингтона» (2014-2017), а також озвученням і грою в комп'ютерному анімаційному фільмі «Пригоди Тінтіна: Таємниця «Єдинорога»». Лауреат кінопремії БАФТА 2001 року.

## Біографія

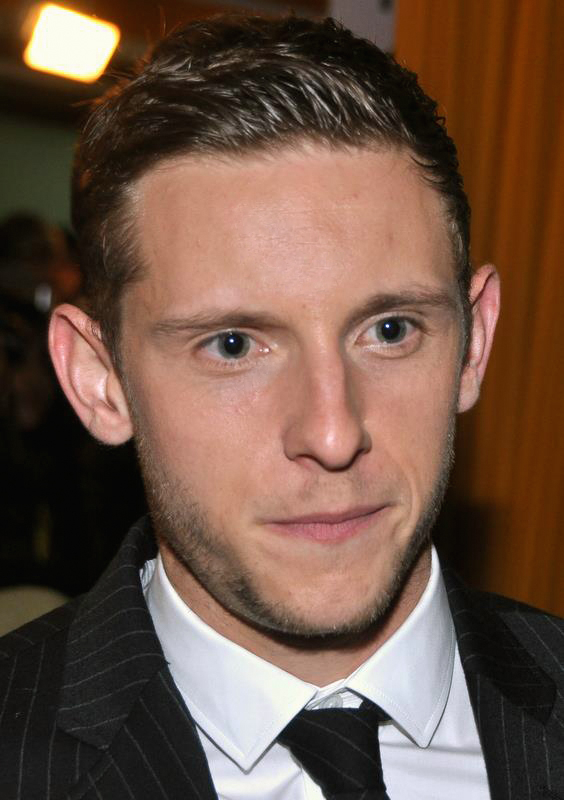
Джеймі Белл, 2011 р.

Джеймі Белл народився 14 березня 1986 року в місті Біллінгем на півночі Англії. Його матері було всього шістнадцять, коли він з'явився на світ. Свого батька Джеймі ніколи не бачив. У шість років Белл починає професійно займатися балетом, продовжуючи тим самим традиції своєї сім'ї (з танцями пов'язане життя його бабусі, матері, тітки та старшої сестри). Пізніше він віддає перевагу чечітці і як танцюрист чечітки досягає серйозних успіхів, завоювавши безліч нагород. Рішення стати актором Белл ухвалює у дев'ять років, з цією метою він поступає в місцеву театральну школу. Його театральний дебют на професійній сцені відбудеться в Лондоні в кінці 1998 року в мюзиклі «Багсі Мелоун».

## Кар'єра
Сценічний досвід, а також уміння танцювати допомагають Беллу обійти 2000 конкурентів і пройти кастинг на головну роль у фільмі Стівена Долдрі «Біллі Елліот» (2000). За цю роль актор-дебютант отримує ряд престижних нагород, в тому числі премію BAFTA.
Протягом 2002–2004 років Белл з'являється ще в декількох фільмах — в трилері «На сторожі смерті» та адаптації роману Чарльза Діккенса «Ніколас Ніклбі». У 2005 році він грає головні ролі в чорних комедіях «Люба Венді» і «Чамскраббер», які отримують високі оцінки критиків і зміцнюють репутацію Белла.
У 2009 році стало відомо, що Белл гратиме головну роль в мультфільмі Стівена Спілберга «Пригоди Тінтіна: Таємниця „Єдинорога“». У 2013 році він знявся разом з Джеймсом Макевоєм в кіноадаптації роману Ірвіна Велша «Багно».

## Особисте життя
З 2012 року одружений з актрисою Еван Рейчел Вуд. У червні 2013 у пари народився син. У 2014 стало відомо, що подружжя вирішило розійтись.
У 2015 Белл починає зустрічатися з Кейт Марою; у січні 2017 пара заручилася, а у липні — одружилася.

## Фільмографія

### Кінофільми
| Рік  |    | Українська назва                      | Оригінальна назва                                   | Роль                      |
| ---- | -- | ------------------------------------- | --------------------------------------------------- | ------------------------- |
| 2000 | ф  | Біллі Елліот                          | Billy Elliot                                        | Біллі Елліот              |
| 2002 | ф  | На варті смерті                       | Deathwatch                                          | рядовий Чарлі Шекспір     |
| 2002 | ф  | Ніколас Ніклбі                        | Nicholas Nickleby                                   | Смайк                     |
| 2004 | ф  |                                       | Undertow                                            | Кріс Манн                 |
| 2005 | ф  | Люба Венді                            | Dear Wendy                                          | Дік                       |
| 2005 | ф  |                                       | The Chumscrubber                                    | Дін Стіфл                 |
| 2005 | ф  | Кінг-Конг                             | King Kong                                           | Джимі                     |
| 2006 | ф  | Прапори наших батьків                 | Flags of Our Fathers                                | рядовий Ральф Ігнатовські |
| 2007 | ф  | Халлам Фо                             | Hallam Foe                                          | Халлам Фо                 |
| 2008 | ф  | Телепорт                              | Jumper                                              | Гріффін О'Коннор          |
| 2008 | ф  | Виклик                                | Defiance                                            | Асаель Бєльський          |
| 2011 | ф  | Орел Дев'ятого легіону                | The Eagle                                           | Еска                      |
| 2011 | ф  | Джейн Ейр                             | Jane Eyre                                           | Сент-Джон Ріверс          |
| 2011 | ф  | Відступ                               | Retreat                                             | рядовий Джек Коулман      |
| 2011 | мф | Пригоди Тінтіна: Таємниця «Єдинорога» | The Adventures of Tintin: The Secret of the Unicorn | Тінтін (озвучення)        |
| 2012 | ф  | На межі                               | Man on a Ledge                                      | Джої Кессіді              |
| 2013 | ф  | Крізь сніг                            | Snowpiercer                                         | Едгар                     |
| 2013 | ф  | Багно                                 | Filth                                               | Рей Леннокс               |
| 2013 | ф  | Німфоманка                            | Nymphomaniac                                        | К                         |
| 2015 | ф  | Фантастична четвірка                  | Fantastic Four                                      | Бен Грімм / Істота        |
| 2017 | ф  | Кінозірки не вмирають у Ліверпулі     | Film Stars Don't Die in Liverpool                   | Пітер Тернер              |
| 2017 | ф  | 6 днів                                | 6 Days                                              | Расті Фірмін              |
| 2018 | ф  | Доннібрук                             | Donnybrook                                          | Джархед Ерл               |
| 2018 | ф  | Скін                                  | Skin                                                | Брайон Віднер             |
| 2019 | ф  | Рокетмен                              | Rocketman                                           | Берні Топін               |
| 2021 | ф  | Без каяття                            | Without Remorse                                     | Роберт Ріттер             |
| 2023 | ф  |                                       | Surrounded                                          | Томмі Волш                |
| 2023 | ф  | Всі ми незнайомці                     | All of Us Strangers                                 | батько Адама              |

### Телебачення
| Рік       |   | Українська назва            | Оригінальна назва        | Роль                                |
| --------- | - | --------------------------- | ------------------------ | ----------------------------------- |
| 2000      | с | Близько і Правда            | Close and True           | Марк Шіді (Епізод: "Town and Gown") |
| 2014—2017 | с | Поворот: Шпигуни Вашингтона | TURN: Washington's Spies | Абрахам Вудхалл (40 епізодів)       |
| 2022      | с | Сяючі дівчата               | Shining Girls            | Гарпер Кертіс (8 епізодів)          |
| 2024      | с | Інспектор Рей               | DI Ray                   | Стіво Міллер (3 епізоди)            |

### Відеоігри
| Рік  |    | Українська назва        | Оригінальна назва       | Роль             |
| ---- | -- | ----------------------- | ----------------------- | ---------------- |
| 2005 | вг | King Kong               | King Kong               | Джиммі           |
| 2008 | вг | Jumper: Griffin's Story | Jumper: Griffin's Story | Гріффін О'Коннор |

### Музичні відео
- Green Day — Wake Me Up When September Ends (2005)

## Нагороди та номінації
| Рік  | Фільм                               | Премія                                                                       | Результат |
| ---- | ----------------------------------- | ---------------------------------------------------------------------------- | --------- |
| 2000 | «Біллі Елліот»                      | Премія БАФТА за найкращу чоловічу роль                                       | Перемога  |
| 2000 | «Біллі Елліот»                      | Премія британського незалежного кіно найкращому новачку                      | Перемога  |
| 2000 | «Біллі Елліот»                      | Премія «Вибір критиків» найкращому молодому актору                           | Перемога  |
| 2000 | «Біллі Елліот»                      | Премія «Імперія» найкращому дебютанту                                        | Перемога  |
| 2000 | «Біллі Елліот»                      | Премія Evening Standard British Film перспективному дебютанту                | Перемога  |
| 2000 | «Біллі Елліот»                      | Премія кола кінокритиків Лондона британському дебютанту року                 | Перемога  |
| 2000 | «Біллі Елліот»                      | Премія Національної ради кінокритиків США видатному молодому акторові        | Перемога  |
| 2000 | «Біллі Елліот»                      | Премія «Молодий актор» найкращому молодому актору в іноземному фільмі        | Перемога  |
| 2000 | «Біллі Елліот»                      | Премія Асоціації кінокритиків Чикаго найперспективнішому актору              | Номінація |
| 2000 | «Біллі Елліот»                      | Європейський кіноприз найкращому актору                                      | Номінація |
| 2000 | «Біллі Елліот»                      | Премія Спілки онлайн-кінокритиків за найкращий акторський прорив             | Номінація |
| 2000 | «Біллі Елліот»                      | Премія Супутник за найкращу чоловічу роль у драмі                            | Номінація |
| 2000 | «Біллі Елліот»                      | Премія Гільдії кіноакторів США за найкращу чоловічу роль                     | Номінація |
| 2000 | «Біллі Елліот»                      | Премія Гільдії кіноакторів США за найкращий акторський склад в ігровому кіно | Номінація |
| 2000 | «Біллі Елліот»                      | Премія Teen Choice за найкращий прорив                                       | Номінація |
| 2002 | «Ніколас Ніклбі»                    | Премія Національної ради кінокритиків США найкращому акторському ансамблю    | Перемога  |
| 2002 | «Ніколас Ніклбі»                    | Премія «Молодий актор» за найкращу головну роль у ігровому фільмі            | Номінація |
| 2004 | «Undertow»                          | Премія «Молодий актор» за найкращу головну роль у ігровому фільмі            | Перемога  |
| 2007 | «Голлем Фоу»                        | Премія БАФТА Шотландія найкращому актору                                     | Номінація |
| 2007 | «Голлем Фоу»                        | Премія британського незалежного кіно найкращому актору                       | Номінація |
| 2008 | «Телепорт»                          | MTV Movie Awards за найкращу бійку                                           | Номінація |
| 2013 | «Німфоманка»                        | Премія «Боділ» за найкращу роль другого плану                                | Номінація |
| 2016 | «Фантастична четвірка»              | «Золота малина» за найгірше екранне комбо                                    | Номінація |
| 2018 | «Film Stars Don't Die in Liverpool» | Премія БАФТА за найкращу чоловічу роль                                       | Номінація |